# Христијанизација Иверије
Христијанизација Иверије (груз. ქართლის გაქრისტიანება)[a] се односи на ширење хришћанства почетком 4. века проповедом свете Нине у древном грузијском краљевству Картлији, познатом као Иверија у класичној антици, што је резултирало проглашењем за државну религију од стране тадашњег паганског краља Миријана III од Иверије. Према Созомену, ово је навело краљеву „велику и ратоборну варварску нацију да призна Христа и одрекне се вере својих очева“, пошто су политеистички Грузијци имали давно успостављене антропоморфне идоле, познате као „Богови Картлије“. Краљ је постао главни спонзор, градитељ, покретач и организаторска снага свих грађевинских процеса. По Сократу из Константинопоља, „Иверијанци су први прихватили хришћанску веру“ заједно са Абисинцима, али се о тачном датуму догађаја још увек расправља. Грузијски монарси, поред Јермена, били су међу првима у свету који су прешли у хришћанску веру. Пре ескалације јерменско-грузијског црквеног ривалства и христолошких контроверзи, њихово кавкаско хришћанство је било изузетно инклузивно, плуралистичко и флексибилно које је видело круте  еклисиолошке хијерархије успостављене много касније, посебно када су се „националне“ цркве искристалисале од 6. века. Упркос огромној разноликости региона, процес христијанизације је био пан-регионални и међукултурални феномен на Кавказу, најенергичнијој и космополитској зони Евроазије током касне антике, тежак да Грузине и Јермене недвосмислено смести у било коју једну велику цивилизацију. Јевреји из Мцхете, краљевске престонице Картлије, који су одиграли значајну улогу у христијанизацији краљевства, дали су снажан подстицај продубљивању веза између грузијске монархије и Свете земље, што је довело до све већег присуства Грузијаца у Палестини, као што потврђују активности Петра Иверијског и других ходочасника, укључујући најстарије потврђене грузијске натписе Bir el Qutt пронађене у Јудејској пустињи поред ходочасничких графита Назарета и Синаја.
Иверија је била фактор у конкурентској дипломатији Римског и Сасанидског царства, а повремено је постала и главни играч у ратовима преко посредника између два царства. Иверија, грузијска монархија, која је делила многе институције и концепте са суседним Иранцима, будући да је била физички повезана са њиховим „Иранским комонвелтом“ још од периода Ахеменида кроз трговину, рат или бракове, и њено усвајање хришћанства је значило да је краљ Миријан III направио културно-историјски избор са дубоким међународним импликацијама, иако његова одлука никада није била повезана са римским дипломатским иницијативама. Иверија, архитектонски и уметнички укорењена у Ахеменидској култури, од свог оснивања из хеленистичког доба до конверзије круне, је кренула у нови вишефазни процес који је трајао вековима, обухватајући цео 5, 6. и почетак 7. века, што је резултирало појавом снажног грузијског идентитета.
Уочи историјске христијанизације, краљ и краљица су били грузијанизовани странци (Миријан је био члан куће Михран, једне од седам великих иранских кућа), физичка фузија иранске и грчке културе, света Нина, такође странац, најранија прва два главна епископа Картлија, такође странци, Грци, које је послао цар Константин Велики. Тек у првој половини 6. века, Грузијци ће трајно заузети највише црквене положаје, али ће аутсајдери попут Грка, Иранаца, Јермена и Сиријаца наставити да играју истакнуту улогу у администрацији грузијске цркве.

## Хришћанство од стране апостола
Иако је Иверија званично прихватила хришћанство почетком 4. века, Грузијска православна црква тврди да је апостолског порекла и сматра Апостола Андрију оснивачем грузијске цркве, што такође подржавају неки византијски извори. Јефрем Мцире ће касније објаснити улогу свете Нине неопходношћу Иберијског „другог крштења“. Археолошки артефакти потврђују ширење хришћанства пре преобраћења краља Миријана у 4. веку. Неке од гробница из трећег века у Грузији укључују хришћанске предмете као што су прстенови са печатом и крстови и ихтиси или сидро и риба, што јасно потврђује њихову хришћанску припадност. Ово може значити да су Иверијци више класе прихватили хришћанство много раније од датума „званичне христијанизације“.

## Христијанизација царске породице
Према Грузијским хроникама и хроници Конверзије Картлије, кападокијска жена Нина је преобратила краљицу Нану, а касније и краља Миријана III у хришћанство, што је довело до процеса христијанизације читавог краљевства Картлије и њеног народа. Тираније Руфин, Геласије из Цезареје, Геласије из Кизика, Теодорит, Сократ из Константинопоља и Созомен, коме је Бакурије Иберијски, краљевски племић, „мали краљ“ и главни заповедник цар Теодосије послужио као један од извора грузијског преласка у хришћанство; сви имају сличан наратив грузијске традиције, једина битна ствар која се разликује по овим грчко-римским ауторима је да је Нина била неименовани римски заробљеник који је доведен у Иверију. Према грузијским изворима, Нина је била ћерка Забилона и Сузане, породице која је имала директну, али мало вероватну везу са Јерусалимом. Када је отишла у Јерусалим да види свог оца, једном је питала да ли неко зна где је Исусова бешавна хаљина, речено јој је да се чува „у источном граду Мцхета, земљи Картлији (тј. Иверији).“ Одлучила је да оде у Иверију и на крају стигла у планине Џавахетије након четири месеца путовања, у јуну. Остала је два дана на језеру Паравани, а затим је наставила путовање према краљевском граду Мцхети. Када је стигла у престоницу, нашла се на паганском празнику који је одржан за бога Армазија са краљем Миријаном који је учествовао у церемонији. Нина, шокирана тим догађајем, почела је да се моли, што је резултирало "јаким ветром" који је уништио паганску статуу. Касније су јој пришли пратиоци краљице Нане која је боловала од тешке болести. Замољена је да излечи краљицу. Краљица је одмах оздравила, а Нина је преобратила краљицу Христу. Чувши за краљичино излечење, краљ је био „веома изненађен“. У почетку се противио новој религији своје жене, све док и он није једног дана наишао на чудо док је ловио, јахао и „гледао Уплисцихе“ кроз шуме планине Тхоти, када га је изненада окружио претећи мрак помрачења Сунца.
| „ | და დაშთა მეფე მარტო, და იარებოდა მთათა და მაღნართა შეშინებული და შეძრწუნებული. დადგა ერთსა ადგილსა და წარეწირა სასოება ცხოვრებისა მისისა. და ვითარცა მოეგო თავსა თჳსსა ცნობასა, და განიზრახვიდა ესრეთ გულსა თჳსსა: "აჰა ესე რა, ვხადე ღმერთთა ჩემთა და არა ვპოვე ჩემ ზედა ლხინება. აწ, რომელსა იგი ქადაგებს ნინო ჯუარსა და ჯუარცმულსა და ჰყოფს კურნებასა, მისითა მოსავობითა, არამცა ძალ ედვაა ჴსნა ჩემი ამის ჭირისაგან? რამეთუ ვარ მე ცოცხლივ ჯოჯოხეთსა შინა და არა უწყი, თუ ყოვლისა ქუეყანისათჳს იქმნა დაქცევა ესე, ანუ თუ ჩემთჳს ოდენ იქმნა. აწ, თუ ოდენ ჩემთჳს არს ჭირი ესე, ღმერთო ნინოსო, განმინათლე ბნელი ესე და მიჩუენე საყოფელი ჩემი და აღვიარო სახელი შენი, და აღვმართო ძელი ჯუარისა და თაყუანისვცე მას და აღვაშენო სახლი სალოცველად ჩემდა, და ვიყო მორჩილ ნინოსა სჯულსა ზედა ჰრომთასა. И оста цар сам, и пође по брдима и шумама уплашен и престрављен. Стајао је на једном месту и постао очајан због свог живота. А кад се освести, и реши срцу своме: „Тако је то, имао сам бога свога и не нађох радости. Нека проповеда Нина, крст и онај који је био распет и који исцељује, својом славом – зар није довољно моћан да ме спасе ове невоље? Као да сам у паклу и не знам, како је цео свет уништен или је ово само за мене. Нека, ако је ово само за мене, да будем овако у невољи, Боже Нинин, просветли таму и покажи ми место моје и препознаћу име твоје, и подићи ћу стуб од крста и поштовати га и сазидаћу кућу да се молим, и бићу послушан Нининој вери Рима. | ” |

Када је најзад позвао Христа, новог Бога своје жене, у помоћ – светлост се одмах вратила. Краљ скочи с коња, подиже руке ка „источном небу“ и рече:
| „ | შენ ხარ ღმერთი ყოველთა ზედა ღმერთთა და უფალი ყოველთა ზედა უფალთა, ღმერთი, რომელსა ნინო იტყჳს. Ти си Бог над свим осталим боговима и Господ над свим осталим Господима, Боже, кога проглашава Нина. | ” |

Рекавши ово, краљ је поново обећао новом Богу да ће подићи „стуб од крста“. Када се безбедно вратио у престоницу, поздрављен од своје „краљице и читавог народа” Картлије, краљ је „гласно викнуо” где је његов „спаситељ и мајка, туђа дама” Нина. Када му је речено, он је са својом војском отишао директно до ње. На Нинин наговор, краљ је поставио темеље цркве у знак сећања на његову нову веру, хришћанство. Према Моузесу Хоренацију након Миријановог преобраћења, Нина је „уништила лик Армазија, бога грома“. Када је црква била завршена, краљ је послао посланике цару Константину Великом са молбом да пошаље свештенство да помогне у успостављању вере у царству. Према Созомену, Константин чувши вест о хришћанском преобраћењу Иверије, „император Римљана је био одушевљен, пристајао је на сваку понуђену молбу“. Оснивање Грузијске цркве и ширење нове религије у Картлији омогућено је највише деловањем краљева и аристократије. Главна црквеноградња краља Миријана у Мцхети била је изградња катедрале Светицховели, према грузијској традицији повезаној са бешавним огртачем Исусовим, који је донео побожни Јеврејин по имену Илија, очевидац Исусовог распећа, у Мцхету из Јерусалима у првом веку. Манастир Самтавро, краљева гробна црква, ипак је подигнута ван града. Ово подсећа на стање црквених објеката Константина Великог и његове породице ван римског померијума. Али гроб првог хришћанског грузијског краља био је унутар цркве, док су гробови чланова Константинове династије били смештени у сопственом царском маузолеју у близини цркве. Такође, Константинове цркве су биле посвећене култу хришћанских мученика, док у најранијој историји грузијске цркве није било мученика.
После конверзије и христијанизације монархије Грузијци су интензивирали своје контакте са Светом земљом. Прехришћанска Иверија је имала јеврејску заједницу још у доба Набухаднезара II и постојале су блиске и дубоке везе у иверској идеологији светог – са светошћу Јерусалима. Ова иверијска фасцинација Јерусалимом и Сионом у великој мери претходи тврдњама грузијских без преседана „византизованих“ монарха Багратиони да потичу директно од краља Давида. Имајући директну везу са Јерусалимом, Иверија је тамо већ имала неколико манастира. У Јерусалиму се Руфин сусрео са Бакуријем, а крајем четвртог века ту је основан грузијски манастир. Током владавине Вахтанга I, грузијског краља хероја, грузијска црква је добила чин католикоса и Антиохијска црква је признала као аутокефалну.

## Христијанизација села
Упркос краљевском ентузијазму за нову религију и њеном усвајању у дворским круговима, хришћанство се полако укоренило у руралним областима краљевства. Нина и њена пратња наишли су на непријатељство горштака који су насељавали југоисточне падине Кавкаских планина, али су на крају били убеђени да предају своје идоле. Отпор је настао и унутар јеврејске заједнице Мцхета. Први кораци у христијанизацији села Иверије десили су се крајем петог и почетком шестог века када су, у року од једне генерације, аутохтоне монашке традиције пустиле дубок корен и олакшале ширење хришћанске вере у перифернијим регионима Картлије. Негде 530-их или 540-их година, тринаест асирских отаца је стигло у Мцхету, чија ће активност резултирати оснивањем неких шеснаест манастира и других цркава широм Грузије, чији се многи темељи из шестог века и данас могу видети.

## Датум христијанизације
Процене историчара о датуму конверзије кретале су се током већег дела дуге владавине краља Миријана. Предложени датуми од стране страних и грузијских научника су следећи: 312, 317, 318, 320, 323, 325/6/7/8, 330/1/2/3/4/5/6/7 година. Некада је широко прихваћена 337. година нове ере за конверзију Иверије, данас многи научници фаворизују да је то 326. н.е, вероватно „трећа недеља после Ускрса“ по Јовану Зосиму, која је била 1. маја, године коју традиционално подржава Грузијска православна црква.
Осим историчара, конверзија Иверије је од већег интереса током деценија дебата, и за научнике астрономије – који сматрају да постоји велика могућност да је потпуно помрачење Сунца 319. године нове ере, 6. маја, тачан датум грузијског преобраћења, тј. помрачење које је стигло до источне Грузије, а ова „хипотеза о помрачењу“ није нова. Помрачење по моделу ΔТ ≈7500 са углом соларног азимута од око 290° учинило би краља и његове ловце – или краљевску пратњу – сведоцима тога, али не и становнике града у близини. Услови видљивости за краља на планини Тхоти могли су да буду слични помрачењу Сунца 11. јула 2010. које се видело на заласку сунца са планинског терена Патагоније. Током помрачења 319. године нове ере, посматрачи на нижим висинама у близини Мцхете би видели како небо постаје прерано тамно, а затим мало светлије, без појаве Сунца поново изнад хоризонта. На вишим надморским висинама у близини, као што је место где је могао бити краљ, потпуно помрачење је заиста могло бити изузетан призор. Л.В. Морисон и Ф.Р. Стивенсон, према њиховом геофизичком моделу ΔТ ≈7450±180°, не противрече овом сценарију и интригантној могућности, али остаје отворено питање да ли су антички и средњовековни писани извештаји веродостојни, ако су заиста на основу стварних чињеница.
Према Грузијским хроникама, то је био „један дан лета, 20. јул, субота“.